# Dassault Aviation
Dassault Aviation este o companie franceză de construcție a avioanelor militare, regionale și de afaceri.

## Avioane militare

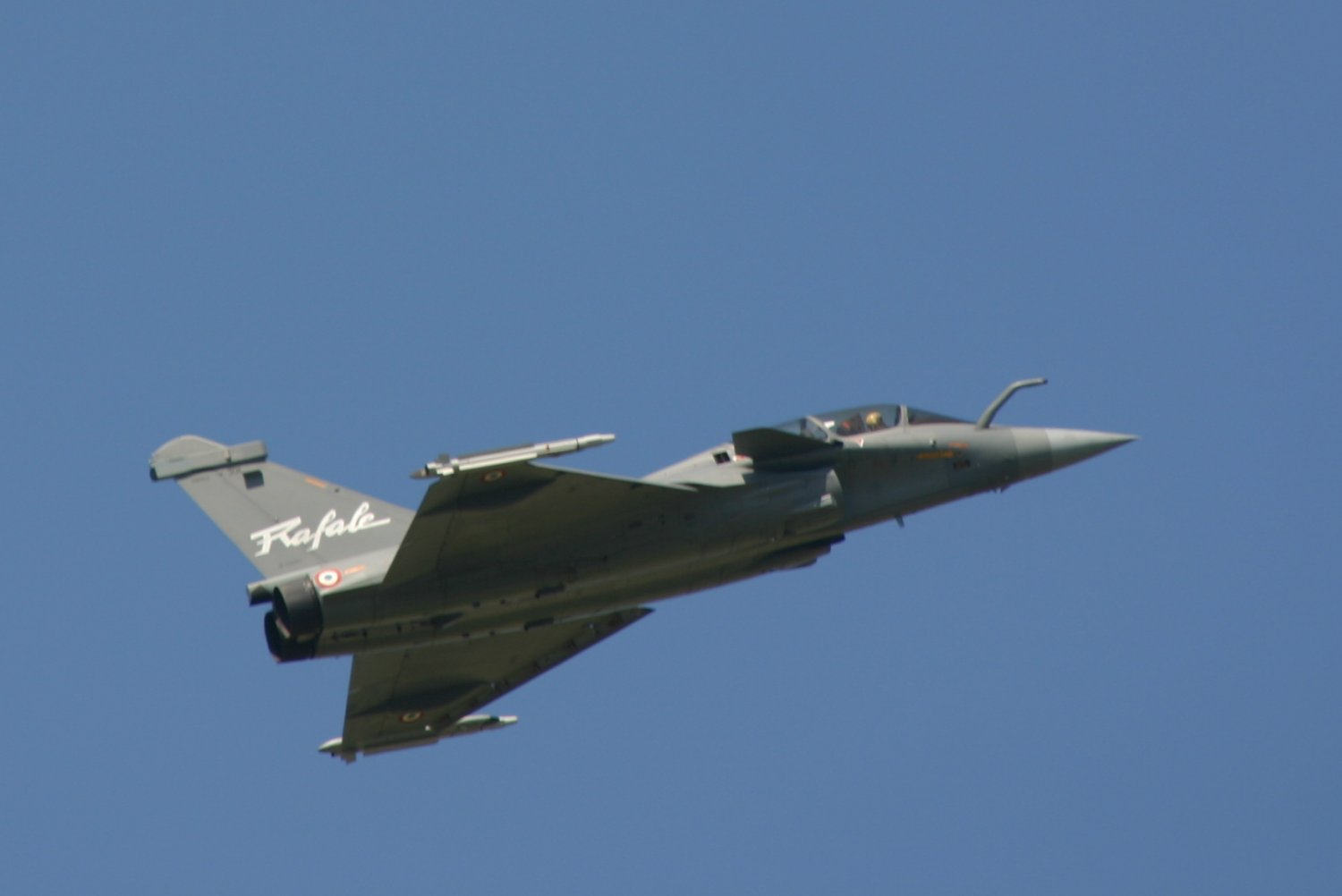
Dassault Rafale

- MD 315 Flamant
- MD 450 Ouragan
- MD 452 Mystère II
- MD 453 Mystère III
- MD 454 Mystère IV
- Super Mystère
- Mirage III
- Étendard II
- Étendard IV
- MD 410 Spirale
- Mirage IV
- Balzac
- Atlantique
- Mirage F1
- Mirage V
- Mirage G
- Milan
- Mirage G-4/G-8
- Alpha Jet
- Jaguar
- Super Étendard
- Falcon Guardian 01
- Mirage 2000
- Mirage 4000
- Mirage 50
- Falcon Guardian
- Atlantique 2
- Mirage III NG
- Rafale
- nEUROn

## Avioane civile

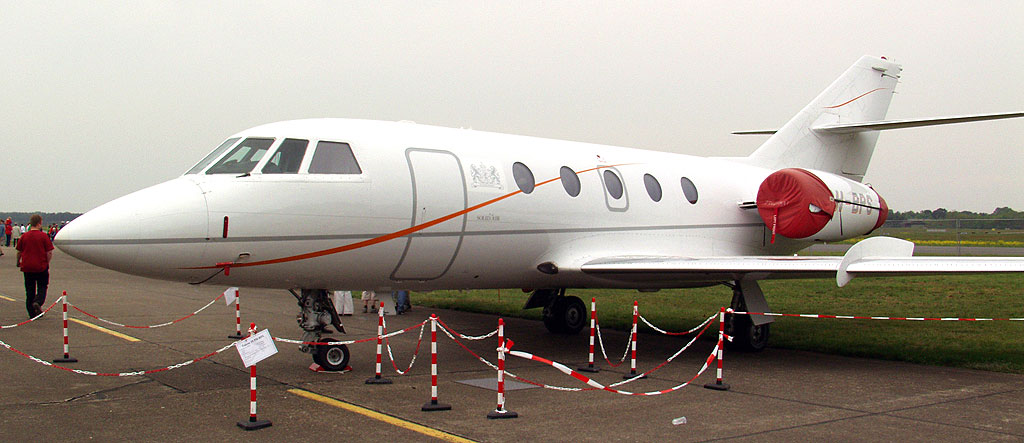
Dassault Falcon (Mystere) 20F-5

- Falcon
  - Falcon 10 (Falcon 100)
  - Falcon 20 (Falcon 200)
  - Falcon 30
  - Falcon 50
  - Falcon 900
  - Falcon 2000
  - Falcon 7X
- Dassault M.D.320 Hirondelle
- Mercure